# Хынахлы
Хынахлы (азерб. Xınaxlı) — село в Агдашском районе Азербайджана.

## Этимология
Прежнее название — Хыналыхлы, позже сокращено. Название происходит от названия села Хиналуг Кубинского района.

## История
Село основано в середине XIX века переселенцами из сёл Хиналуг и Гапут Кубинского района.
В 1926 году согласно административно-территориальному делению Азербайджанской ССР село относилось к дайре Леки Геокчайского уезда.
После реформы административного деления и упразднения уездов в 1929 году был образован Котанархский сельсовет в Агдашском районе Азербайджанской ССР.
Согласно административному делению 1961 и 1977 года село Хынахлы входило в Котанархский сельсовет Агдашского района Азербайджанской ССР.
В 1999 году в Азербайджане была проведена административная реформа и был учрежден Котанархский муниципалитет Агдашского района, в который и вошло село.

## География
Хынахлы расположен на левом берегу реки Куры.
Село находится в 3 км от центра муниципалитета Котаван, в 42 км от райцентра Агдаш и в 275 км от Баку.
Село находится на высоте 5 метров над уровнем моря.

## Население
| Численность населения | Численность населения |
| 1985                  | 2009                  |
| --------------------- | --------------------- |
| 370                   | ↗509                  |

Население преимущественно занимается хлопководством.

## Климат
| Показатель                                             | Янв. | Фев. | Март | Апр. | Май  | Июнь | Июль | Авг. | Сен. | Окт. | Нояб. | Дек. | Год  |
| ------------------------------------------------------ | ---- | ---- | ---- | ---- | ---- | ---- | ---- | ---- | ---- | ---- | ----- | ---- | ---- |
| Средний суточный максимум, °C                          | 6,8  | 8,1  | 12   | 19,9 | 24,8 | 29,5 | 32,9 | 31,9 | 27,5 | 21,3 | 14,2  | 8,9  | 19,8 |
| Средняя температура, °C                                | 2,9  | 4,1  | 7,6  | 14,3 | 19   | 23,7 | 26,8 | 25,7 | 21,8 | 16,3 | 10,1  | 5    | 14,8 |
| Средний суточный минимум, °C                           | −1   | 0,1  | 3,2  | 8,7  | 13,3 | 17,9 | 20,7 | 19,6 | 16,2 | 11,3 | 6     | 1,1  | 9,7  |
| Норма осадков, мм                                      | 23   | 27   | 31   | 41   | 52   | 38   | 18   | 21   | 24   | 48   | 29    | 29   | 381  |
| Источник: https://en.climate-data.org/location/954971/ |      |      |      |      |      |      |      |      |      |      |       |      |      |

Среднегодовая температура воздуха в селе составляет +14,8 °C. В селе семиаридный климат.

## Инфраструктура
В советское время село близ села находилась молочно-товарная ферма.
В селе расположена средняя школа, в 2018 году начато строительство новой школы модульного типа.
Через село проходит автодорога «Ляки-Пираза-Хынахлы», построенная в 2016 году.